# Visor om slutet
Visor om slutet (titel in het Zweeds; Nederlandse vertaling: Liederen over het einde) is een geheel akoestisch folkmetal-album van de Finse band Finntroll. Het werd in 2003 uitgebracht door Spinefarm Records.
Het album werd opgenomen in een huisje in de bossen nabij Helsinki en betiteld als een "akoestisch experiment".
Er worden verscheidene instrumenten gebruikt die atypisch zijn voor metal-muziek, zoals de kazoo. Er werden ook zeer veel opnames van geluiden uit de bossen gebruikt voor deze release. Hoewel het tamelijk anders van klank is dan het op black en deathmetal geïnspireerde Jaktens tid, was het album relatief een succes.

## Bezetting
- Katla - zang
- Tapio Wilksa - zang
- Trollhorn - keyboards en overige instrumenten
- Somnium - akoestische gitaar
- Skrymer - akoestische gitaar
- Tundra - basgitaar
- Beast Dominator - percussie

## Tracklist
1. "Suohengen sija" (De plaats van de moerasgeest) – 2:59
2. "Asfågelns död" (De dood van de aasvogel) – 3:46
3. "Försvinn du som lyser" (Ga weg, jij die schijnt) – 2:39
4. "Veripuu" (Bloedboom) – 1:16
5. "Under varje rot och sten" (Onder elke wortel en steen) – 3:18
6. "När allt blir is" (Wanneer alles in ijs verandert) – 2:36
7. "Den sista runans dans" (De dans van de laatste rune) – 3:45
8. "Rov" (Prooi) – 2:05
9. "Madon laulu" (Het lied van de worm) – 4:01
10. "Svart Djup" (Zwarte diepte) – 3:58
11. "Avgrunden oppnas" (De afgrond opent zich) – 2:20

## Trivia
- De tracks 1, 4, 5, 6, 8 en 11 zijn instrumentaal of hebben in ieder geval geen tekst.
- Visor om slutet is opgedragen aan Somnium, die een paar maanden voor het album werd uitgebracht overleed bij een ongeval of zelfmoord.
- Dit is het laatste album waarop de oprichters van Finntroll, Katla (zang) en Somnium (gitaar), te horen zijn.
- Het nummer "Försvinn du som lyser" komt voor op het vorige album Jaktens Tid, als verborgen nummer en in een demoversie. Op de ep Trollhammaren van 2004 werd er een metalversie van dit nummer gemaakt.